# Ружейников, Николай Владимирович
Николай Владимирович Ружейников (род. 4 февраля 1981, Москва) — российский хоккеист, нападающий.

## Биография
Воспитанник СДЮШОР «Крылья Советов», первый тренер Игорь Аликуев. В сезоне 1997/98 первой лиги дебютировал за «Крылья Советов-2», проведя два матча. В следующем сезоне играл за «Крылья Советов», сыграв в переходном турнире 20 матчей. В сезоне 1999/2000 выступал за ХК ЦСКА и ХК ЦСКА-2. В сезонах 2000/01 — 2002/03 играл за первую и вторую команды «Крыльев Советов», проведя два сезона в Суперлиге. Провёл по несколько матчей за «Нефтяник» Альметьевск (2002/03), «Нефтяник» Лениногорск, «Кристалл» и «Кристалл-2» (оба — Саратов, все — 2003/04). После сезона 2005/06 в чеховском «Витязе-2» завершил карьеру в 25 лет.
Участник хоккейного турнира зимней Универсиады 2001 года.